# امادئو، کاویت
امادئو، کاویت (به لاتین: Amadeo, Cavite) یک سکونتگاه مسکونی در فیلیپین است که در کاویته واقع شده‌است.

## خصوصیات
امادئو ۴۶٫۹۰ کیلومترمربع مساحت و ۳۳٬۴۵۷ نفر جمعیت دارد.